# Ingrid Andress

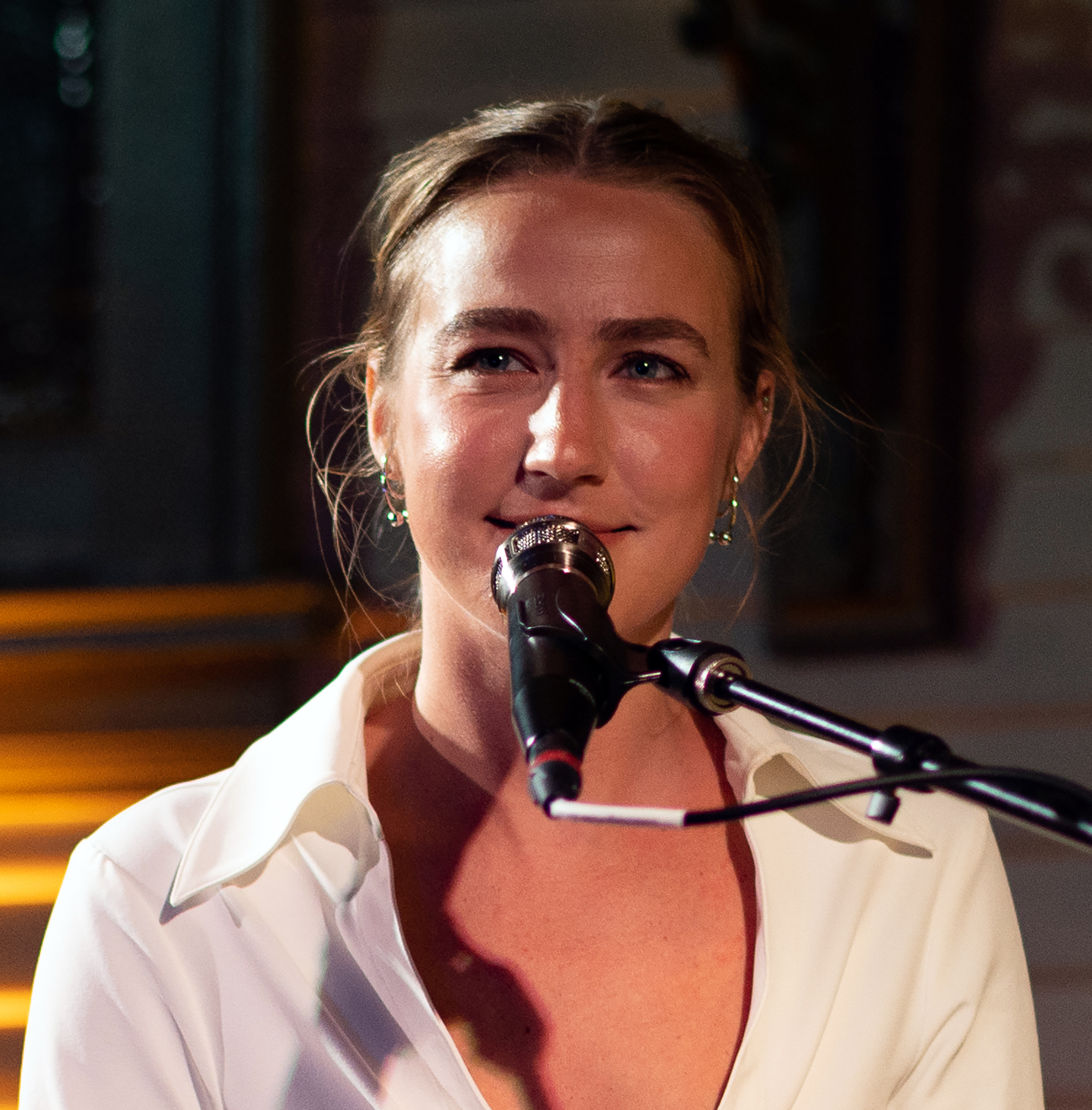
Ingrid Andress

Ingrid Elizabeth Andress (geboren am 21. September 1991 in Southfield, Michigan) ist eine US-amerikanische Country-Musik-Sängerin aus Colorado. Sie veröffentlichte 2019 ihre Debütsingle More Hearts Than Mine, die bis auf Platz 59 der Billboard Country Airplay Charts stieg. Im März 2020 veröffentlichte sie ihr erstes Album Lady Like, zum Ende des Jahres wurde sie für mehrere Grammy Awards nominiert.

## Biografie
Ingrid Andress wurde in Michigan geboren und wuchs in Highlands Ranch, Colorado, auf. Als Kind lernte sie Klavier und Schlagzeug zu spielen, gleichzeitig nahm sie an der Rock Canyon High School an Chorwettbewerben teil und sang in Kammer- und Jazzchören mit. Sie wurde Mitglied des Colorado All-State Jazz Choir und des Colorado All-State Women’s Choir und bekam ein Stipendium für das Berklee College of Music, wo sie die Hauptfächer Songwriting und Performance belegte.
Während des Studiums gründete sie die A-cappella-Gruppe Pitch Slapped, die bei dem NBC-Gesangswettbewerb The Sing-Off auftrat. Dort trat sie danach noch mit ihrer A-cappella-Band Delilah auf und erreichte den sechsten Platz. Nachdem sie ihr Studium beendet hatte, arbeitete sie mit der Pop-Songwriterin Kara DioGuardi und ging danach nach Nashville, Tennessee, und begann Songs für Künstler wie Sam Hunt, Alicia Keys und Charli XCX zu schreiben.
Mitte 2018 unterschrieb Andress einen Plattenvertrag bei Warner Music Nashville. 2019 erschien die Single More Hearts Than Mine, das in die Billboard Hot Country Songs und die Country Airplay Charts kam. Am 27. März 2020 veröffentlichte sie ihr Debüt-Studioalbum Lady Like. Als Musikerin erreichte sie Nummer eins in den Billboard Emerging Artists Charts im April 2020 aufgrund des Charteinstiegs von Lady Like und dem Aufstieg ihrer Single More Hearts Than Mine.
Im Juli 2024 begab sie sich aufgrund von Alkoholproblemen in eine Entzugsklinik zur Rehabilitation, nachdem sie bei einem Auftritt vor dem Home Run Derby im Rahmen der Major League Baseball All-Star Game Feierlichkeiten eine missglückte Version der US-amerikanischen Nationalhymne The Star-Spangled Banner vorgetragen hatte.

## Auszeichnungen
Für ihre Musik wurde Ingrid Andress für mehrere Preise im Bereich der Country-Musik und auch für mehrere Grammy Awards nominiert. Im Februar 2020 wurde sie für die Country Music Association Awards als „Künstlerin des Jahres“ nominiert. Es folgte die Nominierung bei den Country Music Association Awards sowohl als „New Artist of the Year“ wie auch für den Song des Jahres nominiert sowie eine Nominierung bei den CMT Music Awards für das Musikvideo von More Hearts Than Mine. Im November 2020 wurde sie dann für drei Preise bei den Grammy Awards 2021 nominiert: Neben den Nominierungen für den besten Country-Song und das beste Country-Album wurde sie auch als einzige Country-Sängerin für den Grammy Award als bester neuer Künstler vorgeschlagen, konnte sich aber nicht gegen Megan Thee Stallion durchsetzen.
| Jahr | Award                            | Kategorie                       | Nominiertes Werk      | Ergebnis  |
| ---- | -------------------------------- | ------------------------------- | --------------------- | --------- |
| 2020 | Academy of Country Music Awards  | New Female Vocalist of the Year | Ingrid Andress        | Nominiert |
| 2020 | Country Music Association Awards | New Artist of the Year          | Ingrid Andress        | Nominiert |
| 2020 | Country Music Association Awards | Song of the Year                | More Hearts Than Mine | Nominiert |
| 2020 | CMT Music Awards                 | Breakthrough Video of the Year  | More Hearts Than Mine | Nominiert |
| 2020 | Grammy Awards                    | Best New Artist                 | Ingrid Andress        | Nominiert |
| 2020 | Grammy Awards                    | Best Country Song               | More Hearts Than Mine | Nominiert |
| 2020 | Grammy Awards                    | Best Country Album              | Lady Like             | Nominiert |

## Diskografie

### Alben
| Jahr | Titel       | Höchstplatzierung, Gesamtwochen, AuszeichnungChartplatzierungen (Jahr, Titel, Platzierungen, Wochen, Auszeichnungen, Anmerkungen) | Höchstplatzierung, Gesamtwochen, AuszeichnungChartplatzierungen (Jahr, Titel, Platzierungen, Wochen, Auszeichnungen, Anmerkungen) | Anmerkungen                           |
| Jahr | Titel       | US | Country | Anmerkungen                           |
| ---- | ----------- | --- | --- | ------------------------------------- |
| 2020 | Lady Like   | US90 (6 Wo.)US | Country9 (8 Wo.)Country | Erstveröffentlichung: 27. März 2020   |
| 2022 | Good Person | US173 (1 Wo.)US | Country18 (1 Wo.)Country | Erstveröffentlichung: 26. August 2022 |

### EPs
- 2019: The Rosebank Acoustic Sessions
- 2020: Spotify Singles

### Singles
| Jahr | Titel Album                     | Höchstplatzierung, Gesamtwochen, AuszeichnungChartplatzierungen (Jahr, Titel, Album, Platzierungen, Wochen, Auszeichnungen, Anmerkungen) | Höchstplatzierung, Gesamtwochen, AuszeichnungChartplatzierungen (Jahr, Titel, Album, Platzierungen, Wochen, Auszeichnungen, Anmerkungen) | Höchstplatzierung, Gesamtwochen, AuszeichnungChartplatzierungen (Jahr, Titel, Album, Platzierungen, Wochen, Auszeichnungen, Anmerkungen) | Anmerkungen                                       |
| Jahr | Titel Album                     | US | Country | CA | Anmerkungen                                       |
| ---- | ------------------------------- | --- | --- | --- | ------------------------------------------------- |
| 2019 | More Hearts Than Mine Lady Like | US30 ×2Doppelplatin · (20 Wo.)US | Country5 (43 Wo.)Country | CA55 ×2Doppelplatin · (8 Wo.)CA | Erstveröffentlichung: 9. Dezember 2019            |
| 2020 | The Stranger Lady Like          | — | Country49 (1 Wo.)Country | — | Erstveröffentlichung: 10. August 2020             |
| 2020 | Lady Like                       | US— GoldUS | Country39 (16 Wo.)Country | CA— GoldCA |                                                   |
| 2021 | Wishful Drinking Good Person    | US47 Platin · (20 Wo.)US | Country11 (59 Wo.)Country | CA— GoldCA | Erstveröffentlichung: 2. August 2021 mit Sam Hunt |

Weitere Singles
- 2020: We’re not Friends
- 2020: Waste of Lime
- 2020: Life of the Party
- 2020: Both
- 2020: Christmas Always Finds Me

## Belege
1. 1 2 3 4  Ingrid Andress auf allmusic.com, abgerufen am 16. Dezember 2020.
2. ↑  Laurie Hollabaugh: Ingrid Andress Signs With Warner Music Nashville, Atlantic Records. auf musicrow.com, 27. Juli 2018; abgerufen am 16. Dezember 2020.
3. ↑  Xander Zellner: Leading 'Lady': Ingrid Andress Hits No. 1 on Emerging Artists Chart auf billboard.com, 4. August 2020; abgerufen am 16. Dezember 2020.
4. ↑  Rachel Sherman: After a National Anthem Flub, Singer Says She’s Going to Rehab. In: The New York Times. 16. Juli 2024, ISSN 0362-4331 (nytimes.com [abgerufen am 17. Juli 2024]).
5. ↑  Jon Freeman: 2020 ACM Awards Nominations: Maren Morris, Thomas Rhett Among Top Nominees auf rollingstone.com, 27. Februar 2020; abgerufen am 16. Dezember 2020.
6. ↑  Paul Grein 2020 CMA Awards Nominations: See the Full List auf billboard.com, 1. September 2020; abgerufen am 16. Dezember 2020.
7. ↑  Rania Aniftis: Kelsea Ballerini, Dan + Shay, Thomas Rhett & More Lead 2020 CMT Music Awards Nominations: Full List auf billboard.com, 23. September 2020; abgerufen am 16. Dezember 2020.
8. ↑  Chris Willmann: https://variety.com/2020/music/news/2021-grammys-nominations-list-1234838878/ auf variety.com, 24. November 2020; abgerufen am 16. Dezember 2020.
9. ↑  2020 Grammy Winners & Nominees. grammy.com, abgerufen am 15. März 2021 (englisch).
10. 1 2  Chartquellen: US
11. ↑  Auszeichnungen für Musikverkäufe: US CA